# Боян Аврамов
Боян Аврамов е български сценарист и режисьор.

## Биография
Боян Аврамов е роден на 4 декември 1975 г.
Завършва образованието си паралелно в СУ „Св. Климент Охридски“ и НАТФИЗ „Кръстьо Сарафов“.
След дипломирането си режисира исторически и документални филми, телевизионни предавания, музикални и рекламни видеоклипове, трейлъри и мейкинги.
Удостоен е с наградата „Златна книга“ и почетен Сертификат за завоюван висок престиж, обществено признание и принос за развитието на българската култура.

## Филмография
- Баскет графити () – режисьор и сценарист